# جي. جي. كينيلي
جي. جي. كينيلي هو صحفي وسياسي أسترالي، ولد في 1870 في Gaffneys Creek, Victoria ‏ في أستراليا، وتوفي في 20 فبراير 1949 في ملبورن في أستراليا. نشط حزبياً في حزب العمال الأسترالي.